# Cime Guilié
La cime Guilié est l'un des principaux sommets de la partie est du massif du Mercantour-Argentera, sur la crête frontalière entre la France (Alpes-Maritimes) et l'Italie (Piémont). Il se trouve dans le prolongement du chaînon du mont Argentera.

## Ascension
Le sommet est accessible à pied depuis le Boréon. L’itinéraire classique emprunte à la montée le vallon de l’Erps et au retour le vallon de Sangué, faisant ainsi une boucle autour du mont Pelago. L'hiver, c'est aussi un des principaux itinéraires de ski de randonnée du secteur.